# Мычельскиан
Мычельскиан или граф Мычельского неориентированного графа — граф, созданный применением конструкции Мычельского (Mycielski 1955).
Конструкция сохраняет отсутствие треугольников, но увеличивает хроматическое число.
Мычельский показал, что повторяя конструкцию повторно к начальному графу без треугольников, можно получить графы без треугольников произвольно большого размера.

## Конструкция

Граф Грёча как мычельскиан 5-циклового графа.

Пусть n вершин заданного графа G — это v0, v1 и так далее.
Граф Мычельского μ(G) графа G содержит G в качестве подграфа и ещё n+1 вершин — по вершине ui для каждой вершины vi графа G, и ещё одна вершина w. Каждая вершина ui соединена ребром с w так, что вершины образуют звезду K1,n. Кроме того, для каждого ребра vivj графа G граф Мычельского включает два ребра — uivj и viuj.
Так, если G имеет n вершин и m рёбер, μ(G) имеет 2n+1 вершин и 3m+n рёбер.

## Пример
Иллюстрация показывает конструкции Мычельского, применённого к циклу с пятью вершинами — vi для 0 ≤ i ≤ 4.
Полученный мычельскиан — это граф Грёча, граф с 11 вершинами и 20 рёбрами. Граф Грёча является наименьшим графом без треугольников с хроматическим числом 4 (Chvátal 1974).

## Многократное повторение конструкции мычельскиана

Графы Мычельского M_{2}, M_{3} и M_{4}

Применяя построение мычельскиана повторно, начиная с графа с единственным ребром, получим последовательность графов Mi = μ(Mi-1), иногда также называемых графами Мычельского. Несколько первых графов в этой последовательности — это графы M2 = K2 с двумя вершинами, соединёнными ребром, цикл M3 = C5 и граф Грёча с 11 вершинами и 20 рёбрами.
В общем случае графы Mi в последовательности не имеют треугольников, (i-1)-вершинно связны и i-хроматические. Mi имеет 3 × 2i-2 — 1 вершин (последовательность A083329 в OEIS). Число рёбер в Mi для малых i равно
0, 0, 1, 5, 20, 71, 236, 755, 2360, 7271, 22196, 67355, … (последовательность A122695 в OEIS).

## Свойства

Гамильтонов цикл в M_{4} (граф Грёча)

- Если G имеет хроматическое число k, то μ(G) имеет хроматическое k + 1 (Mycielski 1955).
- Если G не имеет треугольников, то μ(G) не имеет треугольников тоже (Mycielski 1955).
- Обобщая, если G имеет кликовое число ω(G), то μ(G) имеет кликовое число max(2,ω(G)) (Mycielski 1955).
- Если G — фактор-критический граф, то таким же является μ(G) (Došlić 2005). В частности, каждый граф Mi для i ≥ 2 является фактор-критическим.
- Если G — гамильтонов цикл, то таким же является μ(G) (Fisher, McKenna, Boyer 1998).
- Если G имеет доминирующее число[англ.] γ(G), то μ(G) имеет доминирующее число γ(G)+1 (Fisher, McKenna, Boyer 1998).

## Конус над графами
Обобщение мычельскиана, называемое конусом над графом, введено Штибицем (Stiebitz 1985) и впоследствии изучалось Тардифом (Tardif 2001) и Лином, Ву, Лемом и Гу (Lin, Wu, Lam, Gu 2006).
Пусть G — граф с множеством вершин {\displaystyle V^{0}=\left\{v_{1}^{0},v_{2}^{0},...,v_{n}^{0}\right\}} и множеством ребер {\displaystyle E^{0}}. Пусть дано целое число {\displaystyle m\geq 1}. Для графа G назовём m-мычельскианом граф {\displaystyle \mu _{m}(G)} с множеством вершин
{\displaystyle V^{0}\cup V^{1}\cup V^{2}\cup ...\cup V^{m}\cup \left\{u\right\}},
где {\displaystyle V^{i}=\left\{v_{j}^{i}:v_{j}^{0}\in V^{0}\right\}} — это i-я копия {\displaystyle V^{0}} для {\displaystyle i=1,2,...,m}, а множество рёбер
{\displaystyle E^{0}\cup \left(\bigcup _{i=0}^{m-1}\left\{v_{j}^{i}v_{j'}^{i+1}:v_{j}^{0}v_{j'}^{0}\in E^{0}\right\}\right)\cup \left\{v_{j}^{m}u:v_{j}^{m}V^{m}\right\}}
Определим {\displaystyle \mu _{0}(G)} как граф, полученный добавлением универсальной вершины u. Очевидно, что мычельскиан — это просто {\displaystyle \mu _{1}(G)}.